# Segunda etapa de Curitiba da Stock Car Brasil de 2006
A Etapa de Curitiba 2 foi a sexta corrida da temporada de 2006 da Stock Car Brasil. O vencedor foi Thiago Camilo.